# Иероним I (архиепископ Афинский)
Архиепи́скоп Иерони́м I (греч. Αρχιεπίσκοπος Ιερώνυμος Α΄, в миру Иеронимос Коцонис, греч. Ιερώνυμος Κοτσώνης; 1 мая 1905, Истерния, Тинос — 15 ноября 1988, Афины) — епископ Элладской православной церкви, в 1967—1973 годы её предстоятель с титулом Архиепископ Афинский и всея Эллады.

## Биография
Родился на острове Тинос в 1905 году. Воспитывался своей благочестивой матерью, которая осталась вдовой за 3 месяца до рождения Иеронимоса. Мать вскоре была вынуждена отправиться в Афины работать, чтобы содержать семью. Иеронимос рос у родственников.
После отличного окончания Ризарьевской школы он в 1924 году поступил на Богословский факультет Афинского университета, который окончил с отличием. Учился в Мюнхене, Берлине, Бонне, Оксфорде.
Принял монашество. 4 января 1939 года рукоположён в диакона.
В 1940 году на богословском факультете Афинского университета получил учёную степень доктора богословия.
В том же году был рукоположён архиепископом Афинским Хрисанфом во священника, назначен вторым секретарём Священного Синода и издателем официального органа Греческой Церкви «Экклисия».
23 июня 1940 года возведён в сан архимандрита.
В ноябре 1941 года отстранён от этих должностей оккупационным правительством Греции. Незадолго до своего изгнания архиепископ Афинский Хрисанф определил Иеронима священником в храм при больнице «Эвангелизмос», где он и служил в годы оккупации. В годы оккупации содействовал открытию столовых, оказывал духовную и материальную помощь больным, бедным, сиротам.
Был участником Движения Сопротивления.
После освобождения Греции от оккупантов Иероним оказал услуги своему отечеству и Церкви, организовав «Дэма эпатрисму» («Союз возвращения на родину»). Возглавлял движение по восстановлению разрушенных храмов.
В 1947 году архимандрит Иероним был приглашён к королевскому двору и с тех пор его связала дружба королём с Павлом. В дальнейшем был наставником короля Константина.
В 1950—1956 годах Иероним был Генеральным секретарём Комиссии Освобождения Кипра, возглавляемой архиепископом Афинским Спиридоном.
С 1952 года — членом Центрального Комитета Всемирного Совета Церквей и других его комитетов.
В 1959 году назначен штатным профессором канонического права и пастырского богословия в Салоникском университете, сохранив должность дворцового протоиерея.
11 мая 1967 года архимандрит Иероним был избран Предстоятелем Церкви после вынужденной отставки своего предшественника, Хризостома II, произошедшей после военного переворота 21 апреля 1967 года. 12 мая состоялась его хиротония во епископа. Интронизация архиепископа Иеронима состоялась 17 мая в афинском соборе в присутствии членов правительства, Священного Синода и представителей других Православных Церквей.
Вскоре после своего восшествия на Афинский престол отменил обязательную денежную пошлину за совершение таинств крещения, брака, обряда похорон и др.
В декабре 1973 года архиепископ Иероним ушёл в отставку. После отставки, удалился на родину. Скончался 15 ноября 1988 года.
Им опубликовано около 90 богословских работ в виде монографий или статей, помещенных в журналах «Феология», «Экклисия» и в «Религиозно-этической энциклопедии».